# Disco Dancer
Disco Dancer è un film del 1982 diretto da Babbar Subhash.
È molto famoso in India per le canzoni che compongono la colonna sonora, composte da Mithun Chakraborty e Bappi Lahiri.
Il film riscosse un gran successo alla sua uscita, ottenendo ottimi risultati al botteghino in patria, in Turchia e soprattutto in Unione Sovietica. Ha detenuto il record d'incassi per un film indiano su scala mondiale fino al 1994.

## Trama
Jimmy si guadagna da vivere come artista di strada e come cantante durante i matrimoni. Molto legato a sua madre Radha, ha da sempre giurato vendetta nei confronti del ricco e potente Oberoi, che la fece imprigionare dietro false accuse. Dopo una lunga gavetta, finalmente per Jimmy si presenta l'occasione per sfondare nel mondo della musica; viene infatti scelto da David Brown, importante manager musicale, per sostituire il suo assistito Sam con cui ha rotto i rapporti. Ma, quando la carriera di Jimmy sembra prendere finalmente il decollo, un tragico evento lo sconvolge; gli uomini di Oberoi manomettono la chitarra di Jimmy, provocando una scarica elettrica che ferisce il protagonista e uccide disgraziatamente sua madre Radha. Nonostante il danno fisico e soprattutto emotivo ricevuto, Jimmy si pone come obiettivo di vita quello di vendicare la madre e al tempo stesso di tornare a cantare, partecipando ad un'importante competizione musicale internazionale.

## Colonna sonora
La colonna sonora del film è molto popolare in India, oltre che in Russia e in Cina, dove riuscì a vincere un Disco d'oro.
1. Bappi Lahiri – Yaad Aa Raha Hai – 6:22
2. Vijay Benedict – I Am A Disco Dancer – 7:49
3. Nandu Bhende – Krishna Dharti Pe Aaja – 5:25
4. Suresh Wadkar, Usha Mangeshkar – Goron Ki Na Kalon Ki – 5:23
5. Bappi Lahiri, Usha Uthup – Auva Auva Koi Yahan Nache – 5:28
6. Parvati Khan – Jimmy Jimmy Aaja Aaja – 3:04
7. Kishore Kumar – Ae Oh Aa Zara Mudke – 5:58
8. Suresh Wadkar – Goron Ki Na Kalon Ki (Sad) – 2:48

## Accoglienza
Il film ebbe uno straordinario successo di pubblico alla sua uscita ed ha incassato in tutto il mondo ₹100.74 crore (82,44 milioni di dollari). Sebbene in India si fosse classificato al settimo posto nella lista dei film di maggiore incasso del 1982, il film spopolò in Unione Sovietica; fu visto da più di 60 milioni di persone ed è in assoluto il film straniero di maggiore incasso degli anni ottanta negli URSS. Ha detenuto inoltre il record di incassi per un film indiano su scala mondiale per più di dieci anni, fino all'uscita di Hum Aapke Hain Koun...! nel 1994.

## Remake
Ha avuto due remake: Paadum Vaanambaadi in lingua tamil e Disco King in telugu.